# 栗本鋤雲

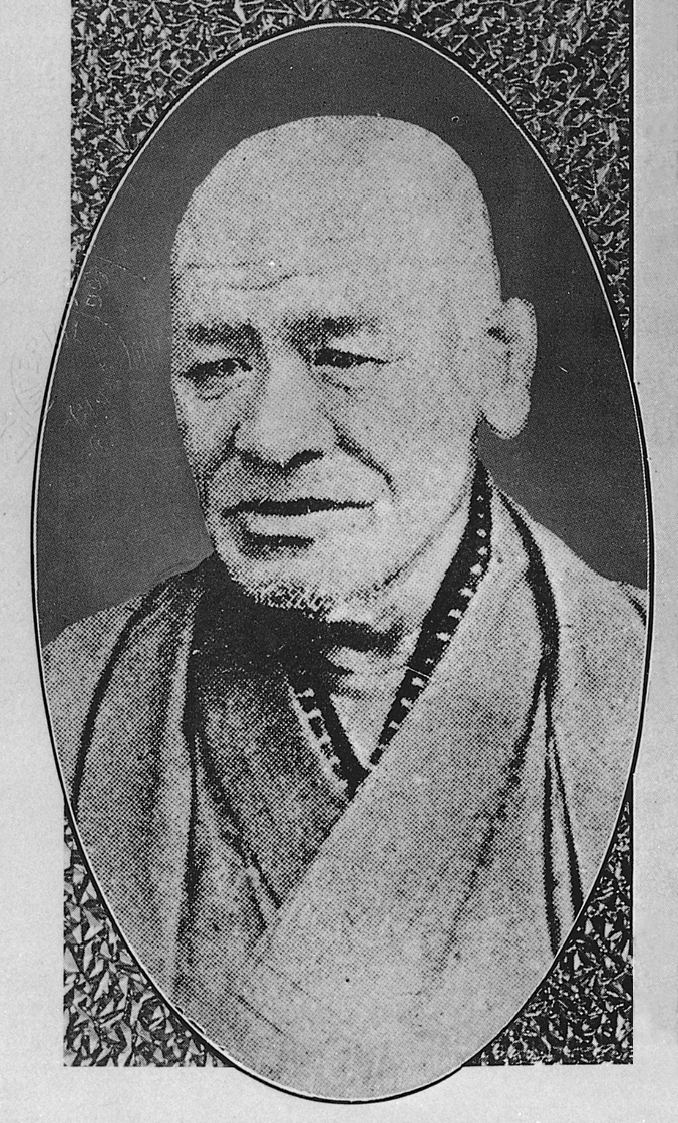
栗本鋤雲

栗本 鋤雲（くりもと じょうん、文政5年3月10日（1822年5月1日）- 明治30年（1897年）3月6日）は、日本の武士（幕臣）、外交官、思想家、ジャーナリスト。

## 概略
名は鯤（こん）。初名は哲三、のち瑞見。通称は瀬兵衛（せへえ）といった。官位は従五位下安芸守。
幕末に外国奉行、勘定奉行、箱館奉行を歴任し、明治以後はジャーナリストとして活躍した。

## 経歴
幕府の典医を務めていた喜多村槐園の三男として生まれる。母は三木正啓の娘で長谷川宣以の姪。長兄の喜多村直寛は幕府医学館考証派の重鎮として著名である。1838年（天保9年）、安積艮斎の私塾見山楼を経て、1843年（天保14年）、幕府の学問所である昌平坂学問所に入学し黌試（校試）において優秀な成績を収め褒賞を得ている。1848年（嘉永元年）、奥医師の家系である栗本氏の家督を継ぎ、奥詰医師となった。安政年間には、医学館で講書を務めており、各年末には褒美を与えられている。のち医師に関する禁令に触れた廉で、一時謹慎となった（先輩の奥医師（岡櫟仙院か）の讒言によるとされる）。1858年（安政5年）2月24日、蝦夷地在住を命じられ箱館に赴任した。喜多村瑞見の名で『夜明け前』に鋤雲を登場させた島崎藤村によると、この左遷は、鋤雲（瑞見）が観光丸の試乗者募集に応じようとしたことが、御典医の岡櫟仙院に睨まれたためという。

### 箱館時代
以後、鋤雲は箱館で山の上町遊廓の梅毒駆除のための箱館医学所（のちの市立函館病院）建設、七重村薬園（静観園を参照）経営、久根別川を浚い函館までの船運開通、食用牛の飼育事業、八王子千人同心らを移住させて養蚕をさせるなど地域の発展に尽力した。また、シーボルトの日記では、松本良順からの伝聞として、（栗本は）北海道の植生を調査していると記されている。その実力を認められて、1862年（文久2年）には医籍から士籍へ格上げされ、箱館奉行所組頭に任じられ、樺太や南千島の探検を命じられた。箱館では、この地に赴任してきたフランス人宣教師メルメ・カションに日本語を教え、彼からフランス語を習った。

### 江戸に帰還
1863年（文久3年）に探検から戻ると即座に、幕府より江戸に戻るように命令が出る。幕府は箱館における鋤雲の功績を評価していたため、鋤雲は昌平坂学問所の頭取、さらに目付に登用された。製鉄所御用掛を経て、外国奉行に昇進し勘定奉行、箱館奉行を兼任した。1866年（慶応2年）正月14日には従五位下・安芸守に叙任されて諸大夫となり、勘定奉行小栗忠順らと親交を結んだ。
鋤雲はフランス駐日公使ロッシュの通訳を務めるメルメ・カションと箱館時代に面識があったため、その経緯からロッシュとも仲が良くなっていた。そのため、幕府よりフランスとの橋渡し役として外国奉行に任じられ、幕府による製鉄所建設や軍事顧問団招聘などに尽力した。徳川昭武の一行が1867年（慶応3年）のパリ万国博覧会に訪問していたときには、その補佐を命じられ鋤雲もフランスに渡った。渡仏中はフランスによる借款中止などにより悪化した日仏関係の修復や、イギリスとの外交交渉に努めた。日本学者のレオン・ド・ロニーとも交流している。そしてそこで、外国奉行川勝広道から日本の大政奉還と江戸幕府の滅亡の報を受けた。
1868年6月24日（慶応4年5月17日）にフランスより帰国した。鋤雲の才能は新政府からも評価されていたため、出仕の誘いがあったが、幕臣として重用された鋤雲は幕府に忠義を誓い、新政府に仕えることを潔しとせず、新政府登用を謝絶して隠遁した。
仮名垣魯文の推薦で1872年（明治5年）に「横浜毎日新聞」に入り、以降はジャーナリストとして活躍した。翌年1873年（明治6年）に「郵便報知新聞」の主筆を務め、福沢諭吉を訪ねてその門下生を記者に加えるなど貢献、1875年（明治８年）9月28日に友人であるハインリッヒシーボルトから博物館の設置とその重要性について聞き取り「博物館論」として発表している。その博物館論は同じくハインリッヒシーボルト友人の蜷川式胤や町田久成に影響を与え後の国立博物館発足に繋がった。1881年（明治14年）には明治十四年の政変で政府を去った大隈重信派によって郵便報知新聞が買収されたため退社している。
1897年（明治30年）、気管支炎のため76歳で死去。墓所は東京都文京区大塚の善心寺にある。

## 人物・エピソード
- 登山家としても知られ、渡仏中、日本人としては初めてアルプスに足を踏み入れた。
- 滞仏中にメルメ・カションの紹介で、長年患っていた痔の手術をしている。医師出身だけに、日本の旧来の医術では「手術」ができず、かつフランスの医術のほうが信頼できると確信しての行動である。手術にはカションと三田葆光が付き添い、クロロホルム麻酔が使用された。欧州は医療が発達しているが、なかでもフランスとドイツが優れている、と発言している。
- 晩年、旧幕臣の会合で同席した勝海舟に対して、「下がれ」と怒鳴りつけ、その場は凍りついたとされる[12]。その場に福沢諭吉も同席していたため、『瘠我慢の説』を誰よりも早く知ることとなった。
- 1867年のパリ万国博覧会に際して、「エキスポジション」の訳語として「博覧会」を考案した（『匏庵遺稿』二）[13]。
- 島崎藤村は1894年頃、しばしば栗本の元を訪れていた[14]。また1914年、フランスにあって栗本のフランス回顧の著『暁窓追録』をしきりに想起している。[15]
- 郵便報知新聞時代の部下には原敬や犬養毅がいる。犬養は若い頃、鋤雲宅に寄食していた[16]。

## 著書
- 『匏菴遺稿 前篇』裳華書房、1900年。 没後に出版
- 『匏菴遺稿 後篇』裳華書房、1900年。 没後に出版
- 匏菴十種鉛筆紀聞,暁窓追録,暁窓追録補『明治文化全集 第7巻 (外国文化篇) 』明治文化研究会 編. 日本評論新社, 1955
- パリーのスケート風俗『明治文化資料叢書 第10巻』風間書房, 1962
- 鉛筆紀聞,暁窓追録,暁窓追録補,岩瀬肥後守の事歴,横須賀造船所経営の事,下関償金の顛末,幕末の形情『日本現代文学全集 第13 (明治思想家集)』講談社, 1968
- 栗本鋤雲集 匏菴十種鉛筆紀聞・暁窓追録,匏菴十種(抄),匏菴遺稿(抄) 『明治文学全集 4 成島柳北・服部撫松・栗本鋤雲集』筑摩書房, 1969
- 仏国・欧州事情案内-匏庵十種『現代日本記録全集 第1』筑摩書房, 1969

## 演じた人物
- 松重豊－NHK正月時代劇「またも辞めたか亭主殿〜幕末の名奉行・小栗上野介〜」（2003）
- 池内万作－大河ドラマ「青天を衝け」（2021）